# Ouro Verde de Minas
Ouro Verde de Minas is een gemeente in de Braziliaanse deelstaat Minas Gerais. De gemeente telt 7.215 inwoners (schatting 2009).

## Aangrenzende gemeenten
De gemeente grenst aan Ataléia, Frei Gaspar en Teófilo Otoni.